# جان لورينت
جان لورينت (بالفرنسية: Jean Laurent) (30 ديسمبر 1906 في مايسون ألفور – 14 مايو 1995) لاعب كرة قدم دولي فرنسي راحل كان يجيد اللعب في خط الدفاع . جان أخ لوشين لورين الأكبر والذي كان صاحب أول أهداف بطولات كأس العالم .
لعب لورينت في أندية باريس تشارينتون ، سوشو ، فرنسا ، رين ، و تولوز . كما لعب 9 مباريات دولية مع منتخب فرنسا من 1930 إلى 1932 وقد شارك في بطولة كأس العالم لكرة القدم 1930 التي أقيمت في الأوروغواي .

## روابط خارجية
- جان لورينت على موقع الاتحاد الدولي (مؤرشف)  (الإنجليزية)
- جان لورينت على موقع قاعدة بيانات كرة القدم.إي يو (الإنجليزية)
- جان لورينت على موقع ناشيونال فوتبول تيمز (الإنجليزية)
- جان لورينت على موقع Soccerway.com (الإنجليزية)
- جان لورينت على موقع عالم كرة القدم.نت (الإنجليزية)